# Jonction triple des Açores

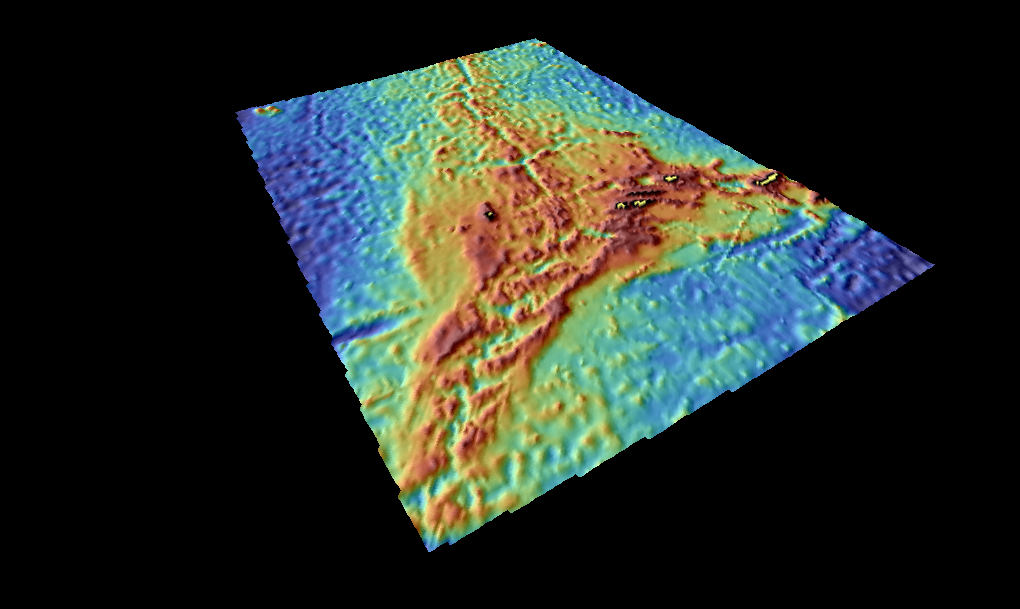
Vue 3D de la jonction triple des Açores

La jonction triple des Açores est une jonction triple située dans l'océan Atlantique.
Elle est centrée sur l'archipel des Açores et est formée par les plaques africaine,  nord-américaine et eurasienne, à la jonction de la dorsale médio-atlantique, orienté nord-sud, et du rift de Terceira, orienté ouest-est.